# Paraleptophlebia magica
Paraleptophlebia magica is een haft uit de familie Leptophlebiidae. De wetenschappelijke naam van de soort is voor het eerst geldig gepubliceerd in 2004 door Zhou & Zheng.
De soort komt voor in het Palearctisch gebied.